# Dilmo Franco de Campos
Dilmo Franco de Campos (Formosa, 15 de março de 1972 - Anápolis, 1 de agosto de 2024) foi um bispo católico brasileiro, auxiliar da Diocese de Anápolis.

## Biografia
Dom Dilmo cursou filosofia e teologia no seminário maior da Arquidiocese de Brasília de 1991 a 1997. Foi ordenado diácono em 1996 e presbítero em 1998. Foi pároco em São Domingos e administrador paroquial em Divinópolis de Goiás. Também foi pároco em Formosa e administrador paroquial em Flores de Goiás. Em 2003, cursou teologia moral na Pontifícia Universidade Gregoriana, em Roma, e dois anos depois atuou como missionário em Londres. Em 2018 tornou-se presidente da Organização dos Seminários e Institutos do Brasil, da regional Centro-Oeste da Conferência Nacional dos Bispos do Brasil.
Em Goiânia foi formador, professor e reitor no Seminário Interdiocesano São João Maria Vianney e reitor do Seminário Propedêutico Santa Cruz. Foi também professor de teologia da Pontifícia Universidade Católica de Goiás.
Na diocese de Formosa atuou como assistente eclesiástico da Pastoral Familiar e membro do Conselho de Presbíteros e Colégio de Consultores. Foi também ecônomo e coordenador do curso superior de teologia para leigos.
Faleceu em 1 de agosto de 2024 em decorrência de um ataque cardíaco. O velório e as cerimônias fúnebres foram realizadas na Catedral do Senhor Bom Jesus da Lapa. O velório teve início nesta sexta-feira, a partir de 1h. A primeira Santa Missa foi celebrada às 7h, seguida de outras celebrações às 9h, 12h e 15h. A última Santa Missa na Catedral Diocesana de Anápolis ocorreu às 18h, presidida pelo Arcebispo da Arquidiocese de Goiânia, Dom João Justino de Medeiros Silva.
Após a última Santa Missa em Anápolis, o corpo foi trasladado para a Catedral Imaculada Conceição, em Formosa, onde continuaram as celebrações. No sábado, dia 3 de agosto, às 16h, o Bispo de Formosa, Dom Adair José Guimarães, celebrou a última Santa Missa de corpo presente, e o sepultamento ocorreu em seguida na Catedral de Formosa.